# Сара Зербес
Сара Лівія Зербес (МФА: [tsɛrbɛs] ,  (нар. 2 серпня 1978) — німецький математик алгебраїчної теорії чисел в Університетському коледжі Лондона. Її наукові інтереси включають L-функції, модулярні форми, p-адичну теорію Годже і теорію Івасава , а її робота привела до нових уявлень про гіпотезу Берча і Свіннертона-Даєра, яка передбачає кількість раціональних точок на еліптичній кривій за поведінкою асоційованої L-функції.

## Освіта та кар'єра
Зербес читала математику в Кембриджському університеті, отримавши перші нагороди класу в 2001 році . Вона захистила кандидатську у Кембриджі у 2005 році; її дисертацією, «Селмер групи над некоммутативними p-адичними розширеннями Лі», керував Джон Г. Коутс.
Ще аспіранткою, вона стала членом Марії Кюрі в Інституті Генрі Пуанкаре в Парижі, а після закінчення докторської дисертації вступила до аспірантури в Інститут вищих наукових досліджень поблизу Парижа, як співробітник Chapman в Імперському коледжі Лондона, і (працюючи в якості викладача в Університеті Ексетера, починаючи з 2008 року) в якості докторанта за підтримки Інженерно-фізичної наукової дослідницької ради.
Вона взяла чергову лекцію в Університетському коледжі в Лондоні в 2012 році, і там була професором з 2016 року. Зербес також є членом ради Лондонського математичного товариства.

## Визнання
Зербес отримала премію Філіпа Левергулме в 2014 році, спільно зі своїм чоловіком і частим співробітником досліджень Девідом Лоеффлером з Університету Ворика. У 2015 році Зербес і Лоеффлер виграли премію Вайтгеда «за їх роботу в теорії чисел, зокрема, за відкриття нової системи Ейлера, і за її застосування в узагальненнях в гіпотезі Берча і Свіннертона-Даєра».